# Union piémontaise
L'Union piémontaise (en piémontais, Union Piemontèisa, UP) était un parti politique autonomiste piémontais.

## Historique
Il fut fondé en 1981 par Roberto Gremmo, un ancien membre du Parti communiste italien. Ce parti fut très tôt rejoint par un autre ancien communiste, Gipo Farassino, célèbre chanteur folklorique. Aux élections régionales de 1985 dans le Piémont UP remporta 1,1 % des voix sous la bannière de la Ligue vénète.Aux élections politiques de 1983, le mouvement signa un accord avec la Liste pour Trieste, qui était déjà présent au parlement. Et, sur leur liste commune, il présenta ses propres candidats parmi lesquels, Roberto Gremmo, tête de liste dans le Piémont. Il ne remporta cependant aucun siège.

### En alliance avec la Ligue lombarde
Le mouvement s'allia pour les élections politiques de 1987 avec la Ligue lombarde de Umberto Bossi pour créer un front commun autonomiste du Nord. Dans le Piémont, le mouvement se présenta sous la dénomination Piemont, mais dut faire face à la liste concurrente Piémont autonomiste (PA), née d'un scission dirigée par Gipo Farassino, Mario Borghezio et Renzo Rabellino,. Il récolta 62 000 voix pour la Chambre de députés, soit 0,16 % à l'échelon national (contre 72 000, soit 0,19 % pour la liste concurrente). Gremmo ne réussit pas à être élu au Parlement et accusa l'autre liste autonomiste piémontaise qui avait fait scission de l'Union, d'être responsable de sa défaite.

### En rivalité avec laLigue du Nord
Ensuite, la Ligue lombarde choisit de se fédérer avec le mouvement dirigé par Farassino : à l'occasion des élections européennes de 1989, des candidats provenant de Piémont autonomiste (PA) vinrent se greffer à l'intérieur de la liste Ligue Lombarde - Alliance Nord. Gremmo refusa de s'unifier au groupe de Farassino et de Borghezio, qui étaient séparatistes, alors que lui restait fédéraliste. Ce choix amena à une rupture subite avec Umberto Bossi. Gremmo renonça à faire partie des éditeurs de Lombardia Autonomista, la publication officielle de la Ligue lombarde, et refusa par la suite, de participer au processus fédératif qui, en 1991, allait donner naissance à la Ligue du Nord. UP commença alors son déclin.
L'idéologue Gremmo se représenta de façon autonome aux élections régionales de 1990 dans le Piémont, sur sa liste Union piémontaise. Avec 2,3 % des voix, il réussit à obtenir un siège, tandis que PA remportait 5,1 % des voix et deux conseillers régionaux.

### La Ligue alpine Piémont
Pour les élections générales de 1992, Gremmo fusionna les deux partis qu'il avait fondés, l'Union piémontaise au Piémont et l'Union autonomiste au Val d'Aoste, dans une Ligue alpine Piémont (en italien, Lega Alpina Piémont, LAP), formation jumelle de la Ligue alpine lombarde. PA, ayant fusionné dans la Ligue du Nord, remporta 16,3 % au Piémont, LAP seulement 2,2 %. Au niveau national, la Ligue alpine Piemont fit 0,18 % (soit 69 648 voix) pour la Chambre des députés et 0,22 % (soit 73 297 voix) pour le Sénat, ce qui ne lui permit pas d'obtenir d'élu, contrairement à sa rivale, la Ligue du Nord qui entame sa percée, s'imposant comme la quatrième force politique du pays. Et, sous cette même étiquette de Ligue alpine, Gremmo ne parvint pas à conserver son siège aux élections régionales de 1993 en Vallée d'Aoste.	
L’Union piémontaise ne fut plus, par la suite, présent à aucune consultation électorale et disparut. On peut néanmoins compter la Ligue padane de Rabellino parmi ses héritières. Le leader Gremmo fut cependant candidat sur d'autres listes proches (parmi elles, aux élections provinciales à Verceil en 2007, il se présenta sur la liste « Partito della Montagna per la Valsesia », en alliance avec la Ligue du Nord.

## Sources
- Histoire de l'autonomisme piémontais

- (it) Cet article est partiellement ou en totalité issu de l’article de Wikipédia en italien intitulé « Union Piemontèisa » (voir la liste des auteurs).